# Heller Rostfarben-Blattspanner

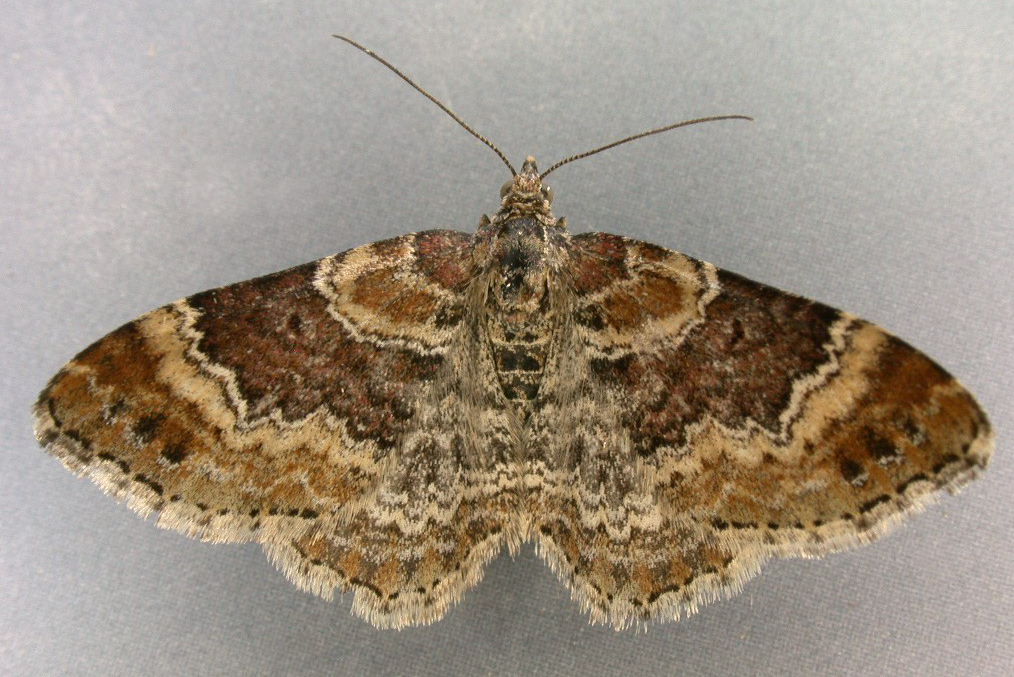
Weibchen

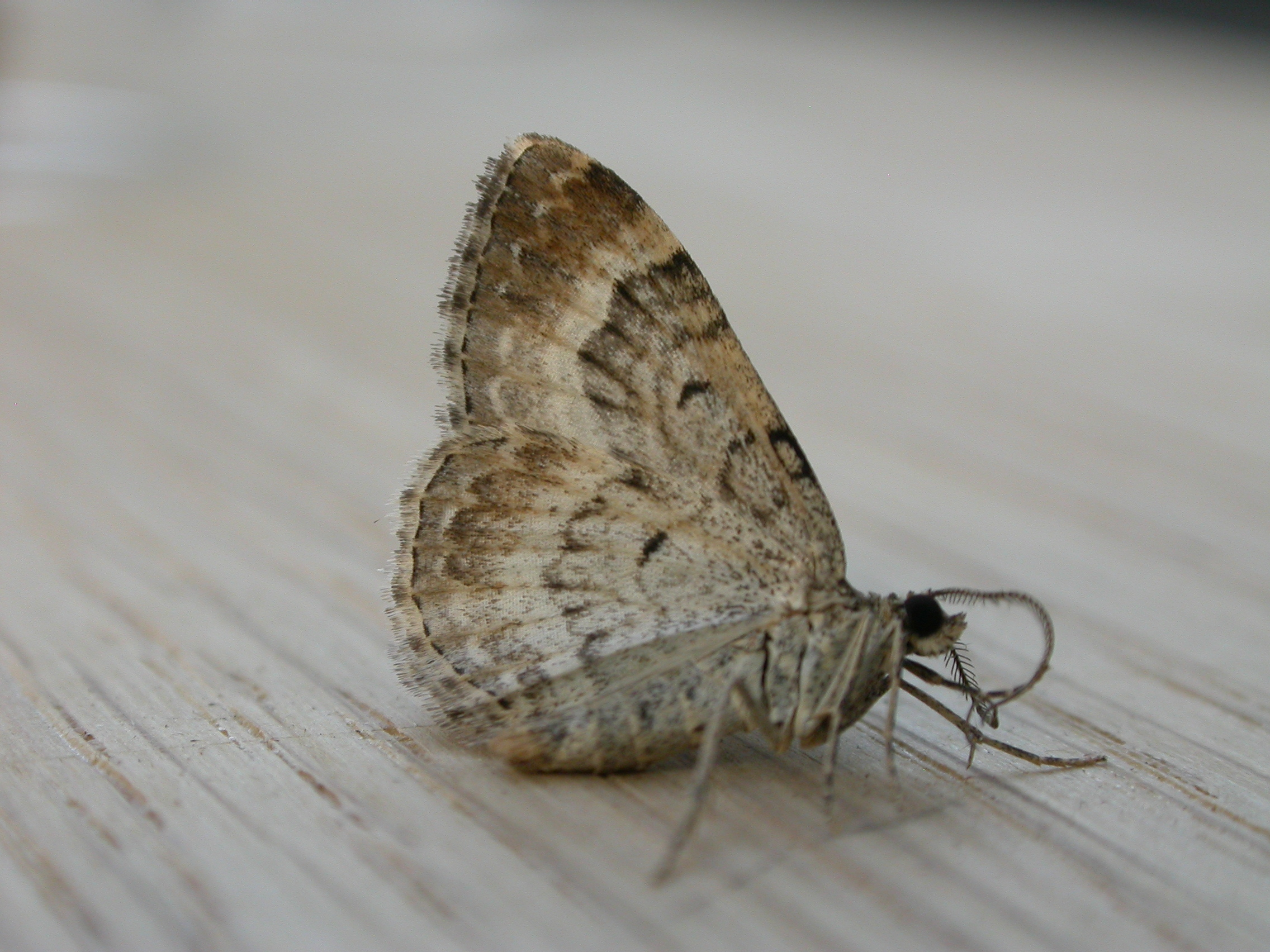
Flügelunterseite, Männchen

Der Helle Rostfarben-Blattspanner (Xanthorhoe spadicearia), auch als Gebänderter Labkraut-Blattspanner bezeichnet, ist ein Schmetterling (Nachtfalter) aus der Familie der Spanner (Geometridae).

## Merkmale

### Falter
Die Falter erreichen eine Flügelspannweite von 19 bis 23 Millimeter. Auf der Vorderflügeloberseite ist das Mittelfeld rostrot bis bräunlich gefärbt und von weißen, schwarz angelegten Querlinien begrenzt sowie mit einigen dunklen Flecken durchsetzt. Die Basalregion ist rötlich bis bräunlich. An der weißen Wellenlinie heben sich mittig zwei dunkelbraune Flecke ab. Die grauweiße Hinterflügeloberseite ist von einigen dünnen dunklen Querlinien durchzogen, die auf die Unterseite durchscheinen. Die Fühler der Männchen sind gezähnt, diejenigen der Weibchen sind fadenförmig.

### Raupe
Ausgewachsene Raupen sind glatt und schlank. Sie sind ockerfarben, bräunlich oder grünlich gefärbt und zeigen eine dunkelbraune Rückenlinie sowie auf den mittleren Segmenten helle, schwarzbraun gekernte Rautenflecke.

### Ähnliche Arten
Der Dunkle Rostfarben-Blattspanner ( Xanthorhoe ferrugata) unterscheidet sich in der Regel durch die dunkelbraune bis schwarzbraune Diskalregion auf der Vorderflügeloberseite und die dunklen Flecke im Saumbereich sowie die schwach gezeichneten Hinterflügel. Exemplare mit rostbrauner Diskalregion sind äußerlich jedoch meist nicht von Xanthorhoe spadicearia zu unterscheiden. Zur sicheren Bestimmung ist in diesen Fällen eine genitalmorphologische Untersuchung angezeigt.

## Verbreitung und Vorkommen
Die Verbreitung der Art erstreckt sich durch Europa einschließlich der Britischen Inseln sowie weiter östlich bis nach Kamtschatka und zum Sajangebirge. Im Norden reicht das Areal bis ins nördliche Fennoskandinavien jenseits des Polarkreises. Der Helle Rostfarben-Blattspanner besiedelt eine Vielzahl sehr unterschiedlicher Biotope und kommt sowohl in trockenen und feuchten als auch in städtischen Lebensräumen vor. In den Alpen steigt er bis in Höhen von 2100 Metern.

## Lebensweise
Die Falter sind in der Dämmerung und in der Nacht aktiv und werden von künstlichen Lichtquellen angezogen. Zuweilen wurden sie auch am Nachmittag im Sonnenschein fliegend beobachtet. Sie fliegen in zwei Generationen; die erste in den Monaten Mai und Juni, die zweite im Juli und im August. Einzelexemplare, die im September angetroffen werden entstammen vermutlich einer dritten Generation. Die Raupen ernähren sich von niedrigen Pflanzen, dazu zählen Wegerich- (Plantago), Labkraut- (Galium) und Heidelbeerarten (Vaccinium). Die Puppen der spätesten Generation überwintern.

## Gefährdung
Der Helle Rostfarben-Blattspanner kommt in Deutschland in den einzelnen Bundesländern meist zahlreich vor und wird auf der Roten Liste gefährdeter Arten als „nicht gefährdet“ eingestuft.